# Benito Archundia
Benito Armando Archundia Tellez (født 21. marts 1966) er en tidligere fodbolddommer fra Mexico. Han dømte internationalt under det internationale fodboldforbund FIFA fra 1993 til 2010, hvor han var placeret i den nordamerikanske dommergruppe. Han indstillede sin karriere i 2010 da han faldt for aldersgrænsen på 45 år for internationale dommere.
Archundia deltog ved 2 VM slutrunder (2006 og 2010), hvor det i alt blev til 8 kampe, hvilket er rekord for en dommer (pr. 2011).
Civilt er Archundia uddannet advokat og er bachelor i økonomi.

## Karriere

### VM 2006
- Brasilien –  Kroatien (gruppespil)
- Frankrig –  Sydkorea (gruppespil)
- Tjekkiet –  Italien (gruppespil)
- Schweiz –  Ukraine (ottendedelsfinale)
- Tyskland –  Italien (semifinale)

### VM 2010
- Italien –  Paraguay (gruppespil)
- Portugal –  Brasilien (gruppespil)
- Uruguay –  Tyskland (bronzekamp)